# بخش بلوگورسکی
بخش بلوگورسکی (به لاتین: Belogorsky District) یک منطقهٔ مسکونی در روسیه است که در استان آمور واقع شده‌است.